# Oreumenes decoratus
Oreumenes decoratus (лат.) — вид одиночных ос (Eumeninae).

## Распространение
Восточная Азия: Япония, Корея, Китай.

## Описание
Крупные одиночные осы (18—25 мм). Тело чёрное с ярким желтовато-оранжевым рисунком. Строят свободные одноячейковые глиняные гнёзда, располагая их группами. Взрослые самки охотятся на личинок насекомых для откладывания в них яиц и в которых в будущим появится личинка осы. Провизия — гусеницы Geometridae. Единственный вид рода Oreumenes Bequaert.